# Midwest City
Midwest City är en stad (city) i Oklahoma County i delstaten Oklahoma i USA. Staden hade 58 409 invånare, på en yta av 63,23 km² (2020). Midwest City, som utgör en del av Oklahoma Citys storstadsområde, är delstatens åttonde största stad. Den är säte för Rose State College.

## Kända personer från Midwest City
- Royce D. Applegate, skådespelare